# Гай Рабірій Постум
Гай Рабірій Постум (лат. Gaius Rabirius Postumus; д/н — після 45 до н. е.) — державний діяч, банкир часів пізньої Римської республіки.

## Життєпис
Походив з роду вершників Курціїв. Син Гая Курція та Рабірії. Його батько помер ще до народження, тому отримав ім'я Постум. Невдовзі був всиновлений своїм вуйком — сенатором Гаєм Рабірієм, отримавши ім'я Гай Рабірій Постум. У 59 році до н. е. надав кредит в 6 тис. талантів єгипетському царю Птолемею XII. У 58 році до н. е. останнього було повалено донькою Беренікою IV. У 57 році до н. е., коли повалений цар з'явився у Римі, Гай Рабірій Постум надав тому ще більший кредит для підкупу сенаторів задля прийняття рішення про відновлення Птолемея XII на троні Єгипту.
55 року до н. е. проконсул Сирії Авл Габіній поновив Птолемея XII у владі. Призначається царським діойкетом (на кшталт міністра фінансів) Єгипту. Усі податки він забирав собі як плату за кредит. Також експортував з Єгипту папірус, тканини та скляний посуд до Путеол. Своєю невблаганною грабіжньою політикою він майже загнав країну до банкрутства. Зрештою скрізь почалися повстання. Тому 54 року до н. е. Рабірій повернувся до Риму. Тут народний трибун Гай Меммій притягнув Рабірія та Габінія до суду. Рабірія успішно захищав Марк Туллій Цицерон.
У 49 році до н. е. з початком війни між Гаєм Юлієм Цезарем та Гнем Помпеєм Магном встав на бік першого. Рабірій решту боргових зобов'язань єгипетського царя (близько 3 тис. талантів) передав Цезарю. Завдяки цьому увійшов до складу сенату. 48 року до н. е. стає претором. 47 року до н. е. призначається проконсулом провінції Азія. Був легатом Цезаря в 46 році до н. е., здійснюючи постачання харчів, вояків та амуніції з Сицилії до Африки. Ймовірно брав участь у битві при Тапсі. Кандидував на посаду консула на 45 рік до н. е., але помер ще до того.